# Željko Šturanović
Željko Šturanović (en serbi: Жељко Штурановић; Nikšić, 31 de gener de 1960 − 30 de juny de 2014) fou un polític montenegrí, i el primer ministre d'aquest país entre el 2006 i el 2008.
Advocat i membre del Demokratska Partija Socijalista Crna Gore, fou ministre de Justícia en el gabinet de Milo Đukanović (2003-2006) i, poseriorment, fou elegit com el seu successor, ocupant el càrrec de Primer Ministre de Montenegro des del 10 de novembre de 2006 fins al 29 de febrer de 2008.